# Monnieria
Monnieria é um género botânico pertencente à família Rutaceae.

## Sinonímia
- Ertela

## Espécies
- Monnieria bahiensis
- Monnieria crenulata
- Monnieria semiserrata
- Monnieria subserrata
- Monnieria trifolia (Maricotinha)
- Monnieria trifoliata